# Hemirrhagus grieta
Hemirrhagus grieta é uma espécie de aranha pertencente à família Theraphosidae (tarântulas).